# Zoo de Leipzig
 (janvier 2018).
Si vous disposez d'ouvrages ou d'articles de référence ou si vous connaissez des sites web de qualité traitant du thème abordé ici, merci de compléter l'article en donnant les références utiles à sa vérifiabilité et en les liant à la section « Notes et références ».
Le zoo de Leipzig est un parc zoologique allemand situé en Saxe, à Leipzig. Ouvert le 9 juin 1878, ce qui en fait un des plus vieux d'Europe, il s'étend sur 26 hectares. Il est membre de l'Association mondiale des zoos et aquariums (WAZA). Il compte 8000 animaux de 850 espèces. Il héberge une importante collection de lions et de tigres. Il est divisé en zones thématiques : Gondwanaland, Afrique, Asie, Pongoland, Gründergarten (« jardin du fondateurs ») et Amérique du Sud.

## Historique

### Débuts
Le zoo de Leipzig a été fondé le 9 juin 1878 par l'aubergiste de Leipzig Ernst Pinkert (de) (1844-1909) en tant que jardin zoologique privé sur le domaine communal de Pfaffendorf (de) (en tant que 23e zoo européen).
Pinkert était propriétaire du restaurant  Zum Pfaffendorfer Hof  depuis 1873 et exposait des animaux exotiques comme attraction publique depuis 1876 avec son partenaire, le marchand d'animaux de Hambourg Carl Hagenbeck. La construction de l'ancienne maison des prédateurs, qui existait jusqu'aux années 1990, a également commencé cette année-là. Un orang-outan de Bornéo a été montré au public pour la première fois en Allemagne dans le zoo de Leipzig. En 1883, la superficie du zoo a été étendue à trois hectares.
Depuis la fondation du zoo jusqu'en 1931, environ 40 Völkerschau ont eu lieu sur le terrain du jardin zoologique de Leipzig. Pinkert a aménagé une « prairie du peuple » entre la maison des prédateurs et le bassin des phoques. Plus tard, il fit installer une « exposition humaine » à côté avec un fond de jungle. L'exposition de personnes de peuples étrangers, notamment Kalmouks, Kirghizes et Swahilis, est devenue partie intégrante du zoo. En 1894, Pinkert a développé le spectacle Tableaux vivants. Un groupe de Swahilis a recréé des peintures bien connues, dont le « lavis des Maures » de Carl Joseph Begas. En 1897, le zoo de Leipzig a exposé des femmes samoanes nues, ce qui a fortement impressionné le jeune de 14 ans Joachim Ringelnatz.
Le 1er janvier 1899, la société privée a été transformée en société par actions  Zoologischer Garten zu Leipzig . Avec l'argent neuf, la nouvelle maison des prédateurs, la maison des singes et le bâtiment administratif ont pu être construits en 1900-1901.
Ernst Pinkert meurt le 28 avril 1909. Son successeur est le Westphalien Johannes Gebbing qui apporta également de nouvelles espèces au zoo de Leipzig avec la construction de l'aquarium (1910) et un terrarium (1913).

### XXesiècle
La Première Guerre mondiale ruine le zoo. La plupart des employés et le directeur, Johannes Gebbing, sont appelés sous les drapeaux. La nourriture est rationnée et un grand nombre d'animaux meurent ou sont tués pour servir eux-mêmes de nourriture à la population affamée. Au cours des deux dernières années de la guerre, le restaurant est devenu une caserne et le jardin des concerts est devenu un terrain de parade militaire, et de nombreux bâtiments ont continué à se détériorer. En novembre 1918, la société anonyme était endettée de 770 000 marks. Le 1er janvier 1920, le jardin zoologique a été subordonné à l'office des biens de la ville de Leipzig afin de réparer rapidement au moins le strict minimum
Le prêt d'animaux à des productions cinématographiques dans lesquelles le directeur du zoo lui-même jouait un rôle, afin que les animaux aient une personne de confiance, s'est avéré être une nouvelle source de revenus. Entre 1920 et 1935, la superficie a été étendue à 12,5 hectares. L'architecte Carl James Bühring, qui a travaillé comme bénévole pour le zoo à partir de 1924 après son travail de fonctionnaire d'urbanisme de Leipzig, a ajouté deux grands axes au système de voirie et a construit de nombreux bâtiments qui sont encore typiques du zoo de Leipzig avec leurs bâtiments en brique. Entre autres choses, la maison des pachydermes (1926) et le château de l'ours (1929) ainsi que des installations extérieures en forme de terrasse pour les grands félins de la nouvelle maison des prédateurs ont été construits. Cela a été suivi en 1934 par l'enclos des rhésus et des babouins avec l'enclos des manchots de Humboldt derrière. Le jardin d'enfants du zoo existe depuis 1935.
Hubert Ritter construit en 1926 un planétarium; le bâtiment à l'angle de la Pfaffendorfer Strasse et du Kickerlingsberg, situé sur le terrain du zoo, mais accessible de l'extérieur, n'a pas été reconstruit après sa destruction pendant la Seconde Guerre mondiale. Le zoo ferme pendant la guerre et rouvre le 6 mai 1945. Il s'étend sur 16 hectares en 1947. 
En 1973, le Jardin zoologique de Leipzig s'est vu confier la responsabilité de l'« International Tiger Studbook » qui est publié chaque année depuis 1976 et est l'un des plus complets pour toute espèce en voie de disparition. Avec 342 naissances de tigres de l'Amour en cinquante ans, le zoo de Leipzig est l'éleveur le plus titré.
Au début des années 1980, le zoo s'étend sur 22,5 hectares. La maison des singes a été ouverte le 23 juin 1982 et a été démolie en 1999 dans le cadre des travaux de construction de la section « Pongoland ». En 1986, le zoo a créé le stud-book international des anoas qui est depuis conservé par le personnel scientifique du zoo. En 2000, il a été transformé en société à responsabilité limitée (GmbH) dont l'associé  qui détient 100 % des actions est la ville de Leipzig.

## Zones thématiques

### Afrique

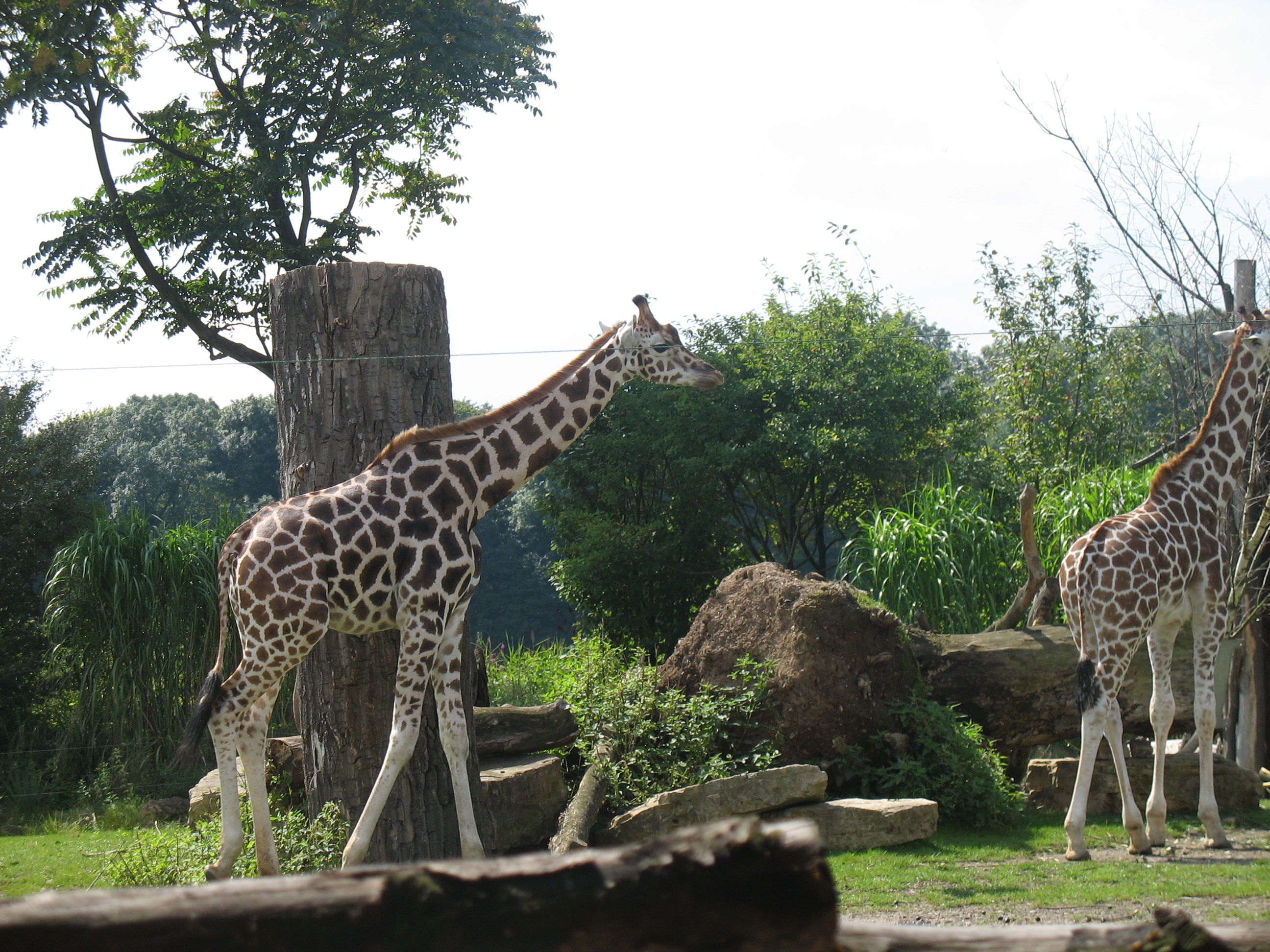
Girafes dans la zone Afrique.

L'espace central de la zone africaine du zoo est la savane « Kiwara » avec les girafes, zèbres, gazelles de Thomson, gnous, suricates et autres animaux. L'on trouve également des installations pour lions, okapis ainsi qu'un espace pour rhinocéros noirs, guépards et patas.

### Asie

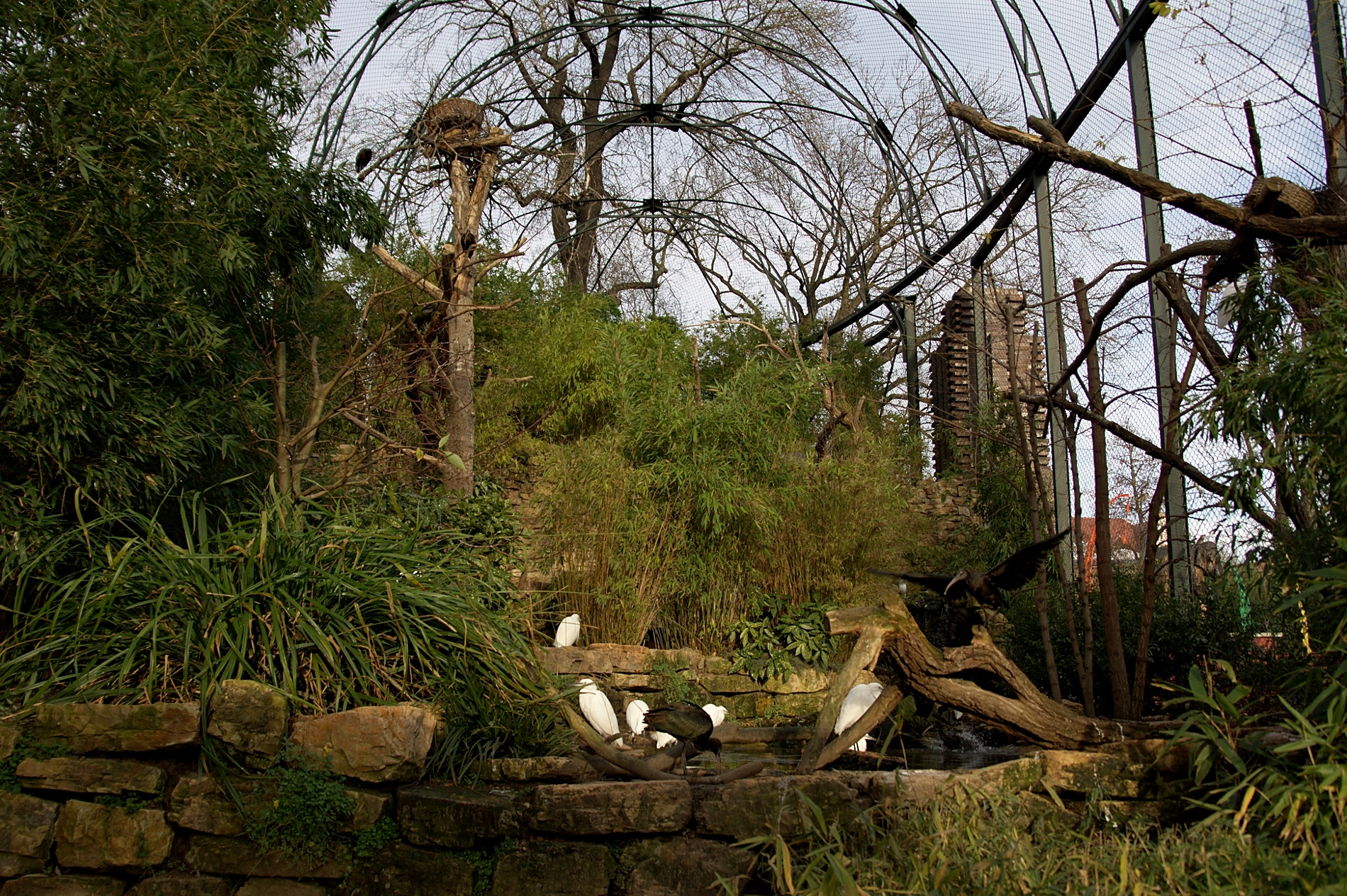
Intérieur d'une volière dans la zone Asie.

La zone asiatique du zoo comprend une grande installation pour éléphants, composée d'une grande maison où il est possible d'observer les pachydermes en vision sous-marine ainsi que d'espaces extérieurs. Dans la maison sont également hébergés d'autres animaux comme les pangolins. 
L'on trouve également une grande installation sibérienne pour les tigres de l'Amour, agrandie en 2013 avec un complexe pour panthères de l'Amour, une grande volière asiatique, une zone himalayenne ouverte en 2017 avec pandas roux, vautours de l'Himalaya et panthères des neiges, et d'autres animaux comme les chevaux de Przewalski ou les anoas des plaines. 

### Amérique du Sud
Cette zone, la plus récente du parc, comprend un grand restaurant, une plaine sud-américaine pour alpagas, capybaras, coatis, loups à crinière ou encore fourmiliers géants, ainsi qu'une volière pour flamants et autres oiseaux aquatiques sud-américains. Un espace consacré à la Terre de Feu avec otaries à crinières et manchots de Humboldt ainsi qu'une grande volière pour différentes espèces d'aras sont en construction. 

### Gründer-Garten
Cette zone située à l'entrée du zoo offre des services aux visiteurs. On y trouve entre autres un aquarium et un terrarium.
En mai 2016, des koalas arrivent au zoo et investissent l'ancien bâtiment des primates, rénové pour l'occasion. 

### Pongoland
Cette vaste installation inaugurée en 2001 est dédiée aux grands singes. Sur 3 hectares, se trouvent, sur des îles et dans une grande serre, des orang-outans, des gorilles, des chimpanzés et des bonobos.

### Gondwanaland
Cette serre de 1,6 hectare a été inaugurée en 2011. Dans une température entre 24 et 26 °C vivent des animaux des jungles d'Asie, d'Afrique et d'Amérique du Sud. Une balade en bateau de type tow boat ride est aménagée au sein de la serre. Dans cette serre, on peut voir des tapirs de Malaisie, des chats pêcheurs, des varans de Komodo, des hippopotames nains, des loutres géantes, des saïmiris, des faux-gavials de Malaisie, des ocelots, des iguanes... Le nom « Gondwanaland » vient du fait que cette serre présente trois continents qui faisaient tous partie du supercontinent Gondwana. Le thème de l'évolution est très présent dans cet espace. 